# Gang Green
A Gang Green amerikai punk/metal együttes eredetileg a Massachusetts állambeli Braintree-ből. Chris Doherty, Bill Manley és Mike Dean alapították a zenekart 1980-ban. 1983-ban feloszlottak. Doherty egy évvel később újra összehozta az együttest, és 1992-ig változó felállással működtek. Doherty az egyetlen folyamatos tag a zenekarban. A Gang Green 2005 óta újból működik.
A zenekar jelentősnek számít a keleti parti hardcore punk szcéna kialakulásában, és a crossover thrash/speed metal műfaj előfutárainak is számítanak.
Az együttes a punk rock, hardcore punk, heavy metal, speed metal, crossover thrash és skate punk műfajokban játszik.

## Története
Chris Doherty, Mike Dean és Bill Manley mindössze 15 évesek voltak, amikor megalapították a Gang Green-t 1980-ben. Közreműködtek a This is Boston...Not L.A. című válogatáslemezhez 1982-ben, hét dallal, majd ennek folytatásához, az "Unsafe at Any Speed"-hez, egy dallal.
1983-ban feloszlottak, mivel Chris Doherty a "Jerry's Kids" nevű együtteshez csatlakozott. 1985-ben kiadtak egy EP-t a Taang! Records gondozásában.
1984-ben Chris Doherty újta összehozta az együttest, a következő felállással: Chuck Stilphen, Glen Stilphen és Walter Gustafson. Ez a felállás számít a hiresebb felállásnak. 1984 novemberében Gustafson kilépett a zenekarból és új együttest alapított, The Outlets néven. A Stillphen testvérek szinten új együtteseket alapítottak Mallet Head és Scratch neveken.
Mikor 1987-ben szerződést kötöttek a Roadrunner Records-szal, stílusuk sokkal inkább a heavy metalra hasonlított, és újból megváltozott a felállás. A Gang Green ekkori felállása Doherty, Fritz Erickson, Joe Gittleman és Brian Betzger volt. 1989-ben Gittleman-t Doherty kirúgta, helyére Josh Pappe került.
A Social Distortionnel való turnéjuk után újból változott a felállás, mielőtt a Roadrunner felbontotta velük a szerződést, az együttes pedig szünetet tartott. Doherty új együtteseket alapított Klover és Hamerd neveken.
1996-ban Chris Doherty, Chuck Stilphen, Glen Stilphen és Walter Gustafson újra összeálltak koncertezés céljából. Ettől az évtől kezdve újból aktívvá vált a zenekar, a következő felállással: Doherty, Walter Gustafson, Mike Earls és Matt Sandonato. Újból szerződést kötöttek a Taang! kiadóval, és két lemezt is kiadtak.
2005-től a mai napig működnek.

## Tagok
- Chris Doherty - ének, gitár (1980–)

### Korábbi tagok
- Ray Jeffrey – gitár
- Chuck Stilphen – gitár (1984– 1986, 1996)
- Tony Nichols – gitár (1986–1987)
- Fritz Erickson – gitár (1987–1990)
- Mike Lucantonio – gitár (1990–1992)
- Molly Flanagan – gitár, ének (1991, 1992)
- Mike Earls – gitár (1996–1998, 2007–2011)
- Bryan Hinkley – gitár (1999)
- Bob Cenci – gitár (2005–2007)
- Bill Manley – basszusgitár (1980–1983)
- Glen Stilphen – basszusgitár (1984–1986, 1996)
- Joe Gittleman – basszusgitár (1986–1989)
- Josh Pappe – basszusgitár (1989–1991, 2020-ban elhunyt)
- Kevin Brooks – basszusgitár (1991–1992)
- Matt Sandonato – basszusgitár (1996–1998, 2005–2011)
- Dusty Bryant - basszusgitár (2009)
- Mike Dean – drums (1980–1983)
- Brian Betzger – dob (1986–1991, 1991–1992)
- Nate Rubright – dob, ének (1991, 1992)
- Walter Gustafson – dob (1984–1985, 1991, 1996–1998, 2005–2011)
- Troy Bryant - dob (2009)
- Davis Gunter – billentyűk (2001)
- Dale Kishbaugh – dob (2013-2014)
- Chris Donnelly – ének, gitár (2013-2019)
- Sean Boyle – ének, basszusgitár (2014-2017)
- Matt Hemingway – dob (2014-2019)

## Diszkográfia
- Another Wasted Night (1986)
- You Got It (1987)
- I81B4U (EP) (1988)
- Can't Live Without It (1988)
- Older... Budweiser (1989)
- Another Case of Brewtality (1997)
- Back & Gacked (EP) (1997)